# تاریخ جنگ‌های پلوپونزی
تاریخ جنگ‌های پلوپونزی (Ιστορία του Πελοποννησιακού Πολέμου) مجموعه‌ای از هشت کتاب تاریخ‌نگاری است که رویدادهای جنگ پلوپونزی بین اتحاد پلوپونزی (به رهبری دولت-شهر اسپارت) و اتحاد دالیان (به رهبری دولت-شهر آتن) که از سال ۴۳۱ تا ۴۰۴ پیش از میلاد اتفاق افتاد را روایت می‌کند. نویسنده این کتاب توسیدید است که خود در این جنگ‌ها به عنوان ژنرال در لشکر آتن خدمت کرده بود.